# Hendrik van Verdun
Hendrik I van Verdun was van 1075 tot 1091 de 26e bisschop van Luik. Hij is wellicht een zoon van Frederik van Verdun, die later paus Stefanus IX werd.
In 1082 stelde hij de zogenaamde "Godsvrede" in, een poging om de rust te herstellen in een periode van investituurstrijd. De monniken van de abdij van Sint-Truiden waren het onderling oneens bij de keuze van de opvolger van hun overleden abt. De kandidaat die Hendrik voordroeg (Lanzo) werd door een deel van de inwoners en kloosterlingen van Sint-Truiden niet aanvaard en ze kwamen met een eigen kandidaat op de proppen (Lupo). Die laatste was benoemd door keizer Hendrik IV. De bisschop besloot Sint-Truiden te belegeren, waarbij hij de steun kreeg van Arnold I van Loon, leenman van de prins-bisschop, en van Brustem. Uiteindelijk trokken de aanhangers van de keizerlijke kandidaat aan het kortste eind en gaven ze zich, in de nacht van 7 op 8 juli 1082, over aan Arnold.
- Gemeinsame Normdatei: 135949408
- Virtual International Authority File: 80378403